# ولادیمیر پریلاگ
ولادیمیر پریلاگ (به کرواتی: Vladimir Prelog) ‏ (۲۳ ژوئیه ۱۹۰۶ – ۷ ژانویه ۱۹۹۸) شیمیدان کروات و برنده جایزه نوبل شیمی سال ۱۹۷۵ بود. او در طول زندگی خود در سه کشور کرواسی و جمهوری چک و سوئیس به کار و اقامت پرداخت.

## زندگی
با داشتن علاقه زیاد به دانش، پریلاگ نخستین آزمایش‌های خود را در سن ۱۲ سالگی انجام داد و نخستین مقاله شیمی خود را در مجله Chemiker Zeitung در سن ۱۵ سالگی چاپ کرد. او رشته شیمی دانشگاه صنعتی چک فراگرفت و در سال ۱۹۲۹ مدرک دکترای مهندسی خود را از آن دانشگاه گرفت.
در سال ۱۹۳۵ کرسی استادی دانشگاه زاگرب را به دست آورد، با این حال پس از حمله آلمان نازی به این شهر در سال ۱۹۴۱، او ترجیح داد به سوئیس مهاجرت کند. در آن کشور پس از پذیرفتن دعوت لئوپولد روتسیکا، استادیار دانشگاه صنعتی زوریخ شد. پریلاگ در سال ۱۹۵۲ استاد تمام شد و جانشین روتسیکا به عنوان رئیس آزمایشگاه شیمی آلی آن دانشگاه گردید.
او همچنین در ۱۹۶۲ عضو خارجی انجمن سلطنتی شد.
پریلاگ به همراه جان کارنفورت برنده جایزه نوبل شیمی سال ۱۹۷۵ شد. انجمن نوبل «به خاطر کمک او به دانش استریوشیمی مولکول‌ها و واکنش‌های آلی» این جایزه را به او اهدا کرد.